# Pirro Visconti, I marchese di Borgoratto
Pirro Visconti, I marchese di Borgoratto (Milano, 1652 – Milano, 7 giugno 1725), è stato un nobile e politico italiano.

## Biografia

### I primi anni
Pirro Visconti nacque nel 1656, figlio di Alfonso, consignore di Brignano, e da sua moglie, Fulvia Arnolfi. Suo fratello minore fu il feldmaresciallo e castellano di Milano, Annibale Visconti. Il padre, dopo più di un secolo di difficoltà per la famiglia (che all'epoca di Ludovico il Moro si era schierata coi francesi e pertanto era divenuta invisa anche agli spagnoli), era riuscito a recuperare parte della fortuna della casata e a divenire decurione in città.
La madre Fulvia, unica discendente ed erede di suo padre, portò in dote alla famiglia Visconti il feudo di Borgoratto Alessandrino, di cui appunto Pirro divenne erede ancora giovanissimo e sul quale, quattro anni più tardi, suo padre riuscì ad ottenergli il titolo di marchese.
Pirro iniziò la sua carriera nelle istituzioni milanesi nel 1674 quando suo padre decise di lasciare l'incarico di decurione e pertanto egli nel 1678 venne ammesso al collegio milanese dei giureconsulti.
Nel 1686 venne nominato luogotenente regio, in pratica vice del vicario di provvisione, avvicinandosi in quello stesso periodo al governatore Juan Tomás Enríquez de Cabrera, conte di Melgar, e al duca Francesco Moles, gran cancelliere del ducato, entrambi personaggi centrali nella vita amministrativa e politica della corte di Madrid e soprattutto entrambi fervidi sostenitori del partito filoasburgico nella contesa futura per la successione al trono di Spagna.
Nel 1693, si offrì di comprare la successione al titolo di capitano di giustizia dietro pagamento di 16.000 pesos "per risollevare le casse dello stato", una carica assai importante che gli avrebbe concesso di amministrare la giustizia penale in nome dello stato nella città di Milano e nel contado. La richiesta, seppur appoggiata dal governatore Diego Dávila Mesía y Guzmán, venne rifiutata dal Supremo Consiglio d'Italia perché il Visconti chiedeva che la carica gli fosse assegnata a titolo vitalizio e non su base biennale come era previsto dall'istituzione. La carica gli venne invece assegnata nel 1695 su base biennale e non venne rinnovato. Con tale carica, nel 1698, accolse a Milano il nuovo governatore, il principe Carlo Enrico di Lorena.
Fu proprio quest'ultimo ad approvare la nomina di Pirro Visconti alla carica di vicario di provvisione nel 1700 e, dopo la morte di Carlo II di Spagna, fu tra i primi ad indicare Pirro e suo fratello Annibale come tra i principali sostenitori del partito filoasburgico alla corte di Madrid. Nel 1702 accolse a Milano Filippo V di Spagna, dopo la partenza del quale ad ogni modo il governatore di Lorena emise un mandato di confisca per i beni del marchese di Borgoratto, senza una chiara origine. Di fronte a questi fatti, il Visconti fuggì dapprima in Svizzera e poi a Vienna dove gli venne affidato il titolo di ciambellano di corte grazie ai contatti di suo fratello Annibale col principe Eugenio di Savoia e col generale Carlo Francesco di Commercy.

### Gran Cancelliere del ducato di Milano
Dopo che l'arciduca Carlo d'Asburgo ebbe conquistata Barcellona e venne proclamato re di Spagna, nel 1706 Pirro cercò di risolvere la sua questione in patria e nel contempo non mancò di appoggiare l'ingresso del principe di Savoia-Carignano a Milano il 26 settembre di quello stesso anno. L'anno successivo, infatti, il Visconti rientrò a Milano ed ottenne l'incarico di gran cancelliere del ducato di Milano e, ad interim ricoprì anche la carica di presidente del magistrato straordinario durante l'assenza di Juan Pinacho, malato.
Si occupò con questa sua nuova carica e in maniera attiva delle cessioni fatte dal governo asburgico dei territori di Alessandria, Valenza, Lomellina e Valsesia al duca Vittorio Amedeo II di Savoia in cambio dell'alleanza nella guerra franco-spagnola. Ovviamente, come feudatario di Borgoratto che si trovava proprio nell'alessandrino, non mancò di scrivere di suo pugno all'imperatore Giuseppe I del Sacro Romano Impero per sollecitargli le preoccupazioni della nobiltà locale e di quella milanese che possedeva dei beni in loco, invitandolo a predisporre dei risarcimenti.
Nel 1708, Pirro Visconti ottenne il titolo di consigliere intimo dell'imperatore ma, sia a Milano che a Torino, i suoi nemici politici tramarono per screditarlo per la poca fermezza dimostrata nel difendere gli interessi dell'aristocrazia milanese nei territori ceduti ai piemontesi, come pure si erano avanzati dei toni oscuri relativamente al suo improvviso ritorno in patria dopo l'esilio forzoso a cui era stato costretto anni prima; tra i suoi principali nemici in questo periodo si annovera certamente il conte Carlo Borromeo Arese il quale, agendo per invidia nei suoi confronti, cercò a più riprese di screditarlo personalmente.
Sempre come gran cancelliere, con l'avanzata delle truppe imperiali verso Napoli, il Visconti venne contattato dal viceré di Napoli, il cardinale Grimani, il quale gli chiese di mediare per l'alloggiamento delle truppe nelle valli di Comacchio e nel territorio del ducato di Parma. Implicitamente, gli venne chiesto anche di fare pressioni sul papa perché riconoscesse Carlo III come re di Spagna, mentre questi continuava ad appoggiare Filippo V, il suo avversario francese. Il suo atteggiamento nei confronti del giovane arciduca Carlo, tuttavia, cambiò proprio in quegli anni ed il Visconti iniziò ad appoggiare sempre più la corte imperiale di Vienna rispetto a quella spagnola.
Nel 1708 intervenne nella questione della possibile nomina di Rinaldo d'Este, duca di Modena, a governatore di Milano, giungendo a sostenere che la nomina di un parente dell'imperatore a tale carica avrebbe complicato eccessivamente i rapporti con gli altri stati della penisola, appoggiando così la tesi del principe Eugenio di Savoia che venne infine ascoltata, ma inimicandosi ad esempio personaggi influenti come l'imperatrice consorte Guglielmina Amalia di Brunswick-Lüneburg. Anche a Milano, personaggi di spicco come il presidente del senato, Luca Pertusati, il senatore Giuseppe Bolagnos e il reggente Luigi Trotti, lo accusarono di aver ecceduto dalle proprie competenze e fu ancora una volta grazie al principe di Savoia che poté evitare di venire incriminato.

### L'isolamento politico e gli ultimi anni
Quando l'imperatore Giuseppe I morì nel 1711 e gli succedette il fratello Carlo VI (già re di Spagna), il Visconti seppe adattarsi alle nuove condizioni senza sostanziali cambiamenti sino al 1716 quando il principe Eugenio di Savoia venne nominato governatore delle Fiandre ed al suo posto venne nominato a Milano il principe Massimiliano Carlo di Löwenstein-Wertheim-Rochefort. La perdita del potente appoggio del principe sabaudo, coincise col ridimensionamento dei poteri della maggior parte delle istituzioni governative del ducato di Milano, ivi compresa quella del gran cancelliere. Nel 1716 venne nominato grande di Spagna con titolo trasmissibile ai suoi discendenti.
Nel 1718, alla morte improvvisa del principe di Löwenstein, Pirro Visconti venne chiamato a far parte del consiglio segreto che aveva il compito di reggere lo stato milanese sino all'arrivo del nuovo governatore, il conte Girolamo di Colloredo-Waldsee, che fece il proprio ingresso a Milano il 4 marzo 1719. Col nuovo governatore, pur non riscontrando l'appoggio che credeva di ricevere, il Visconti venne progressivamente marginalizzato, sia per la decadenza delle cariche amministrative del ducato di Milano sotto gli austriaci, sia a livello personale.
Morì a Milano il 7 giugno 1725.

## Matrimonio e figli
Pirro Visconti sposò la nobildonna romana Porzia Cenci, figlia del nobile Virginio e di sua moglie Maria Anna Verospi, già vedova di Crescenzo Crescenzi, dalla quale ebbe sei figli:
- Fulvia (1683-1718), sposò Antonio Dati della Somaglia, conte e barone della Somaglia
- Teresa (1683-1716), sposò Diego Ordoño de Rosales
- Giulia (1684-giovane)
- Alfonso (1685-1710)
- Gaetano (1687-1689)
- Virginio (1689-1710)
- Giulia Cristina (1692-1749), sposò il conte Carlo Resta

Dopo la morte della prima moglie, nel 1708 Pirro tentò di intavolare delle trattative matrimoniali con Eleonora Salviati, vedova del marchese di Caravaggio, Francesco III Sforza di Caravaggio, ma queste naufragarono successivamente.
Ebbe inoltre una relazione con una donna sconosciuta dalla quale nacque una figlia:
- Armellina (?-?), sposò Pietro Viani

## Genealogia
|                                          |   |                    | Genitori         |  |  | Nonni |  |  | Bisnonni                                 |  |  | Trisnonni                                      |  |
|                                          |   |                    |                  |  |  |       |  |  | Alfonso Visconti, consignore di Brignano |  |  | Pierfrancesco Visconti, consignore di Brignano |  |
|                                          |   |                    |                  |  |  |       |  |  | Alfonso Visconti, consignore di Brignano |  |  | Pierfrancesco Visconti, consignore di Brignano |  |
|                                          |   | Teodora Longo      |                  |  |  |       |  |  | Alfonso Visconti, consignore di Brignano |  |  |                                                |  |
| Pirro Visconti, consignore di Brignano   |   |                    |                  |  |  |       |  |  | Alfonso Visconti, consignore di Brignano |  |  |                                                |  |
|                                          |   | Margherita Bonetti | ?                |  |  |       |  |  |                                          |  |  |                                                |  |
|                                          |   | Margherita Bonetti | ?                |  |  |       |  |  |                                          |  |  |                                                |  |
|                                          |   | Margherita Bonetti | ?                |  |  |       |  |  |                                          |  |  |                                                |  |
| Alfonso Visconti, consignore di Brignano |   | Margherita Bonetti |                  |  |  |       |  |  |                                          |  |  |                                                |  |
|                                          |   | Bartolomeo Albani  | Gabriele Albani  |  |  |       |  |  |                                          |  |  |                                                |  |
|                                          |   | Bartolomeo Albani  | Gabriele Albani  |  |  |       |  |  |                                          |  |  |                                                |  |
|                                          |   | Bartolomeo Albani  | Orsola Guarnieri |  |  |       |  |  |                                          |  |  |                                                |  |
| Orsola Albani                            |   | Bartolomeo Albani  |                  |  |  |       |  |  |                                          |  |  |                                                |  |
|                                          |   | Bartolomea Cologni | Giacomo Cologni  |  |  |       |  |  |                                          |  |  |                                                |  |
|                                          |   | Bartolomea Cologni | Giacomo Cologni  |  |  |       |  |  |                                          |  |  |                                                |  |
|                                          |   | Bartolomea Cologni | ?                |  |  |       |  |  |                                          |  |  |                                                |  |
| Pirro Visconti, I marchese di Borgoratto |   | Bartolomea Cologni |                  |  |  |       |  |  |                                          |  |  |                                                |  |
|                                          | ? | ?                  |                  |  |  |       |  |  |                                          |  |  |                                                |  |
|                                          | ? | ?                  |                  |  |  |       |  |  |                                          |  |  |                                                |  |
|                                          | ? | ?                  |                  |  |  |       |  |  |                                          |  |  |                                                |  |
| Francesco Arnolfi                        | ? |                    |                  |  |  |       |  |  |                                          |  |  |                                                |  |
|                                          |   | ?                  | ?                |  |  |       |  |  |                                          |  |  |                                                |  |
|                                          |   | ?                  | ?                |  |  |       |  |  |                                          |  |  |                                                |  |
|                                          |   | ?                  | ?                |  |  |       |  |  |                                          |  |  |                                                |  |
| Fulvia Arnolfi                           |   | ?                  |                  |  |  |       |  |  |                                          |  |  |                                                |  |
|                                          |   | ?                  | ?                |  |  |       |  |  |                                          |  |  |                                                |  |
|                                          |   | ?                  | ?                |  |  |       |  |  |                                          |  |  |                                                |  |
|                                          |   | ?                  | ?                |  |  |       |  |  |                                          |  |  |                                                |  |
| ?                                        |   | ?                  |                  |  |  |       |  |  |                                          |  |  |                                                |  |
|                                          |   | ?                  | ?                |  |  |       |  |  |                                          |  |  |                                                |  |
|                                          |   | ?                  | ?                |  |  |       |  |  |                                          |  |  |                                                |  |
|                                          |   | ?                  | ?                |  |  |       |  |  |                                          |  |  |                                                |  |
|                                          |   | ?                  |                  |  |  |       |  |  |                                          |  |  |                                                |  |